# Pyrrosia piloselloides
 (juillet 2024).
Espèce
Pyrrosia piloselloides est une espèce de fougères de la famille des Polypodiaceae.

## Description

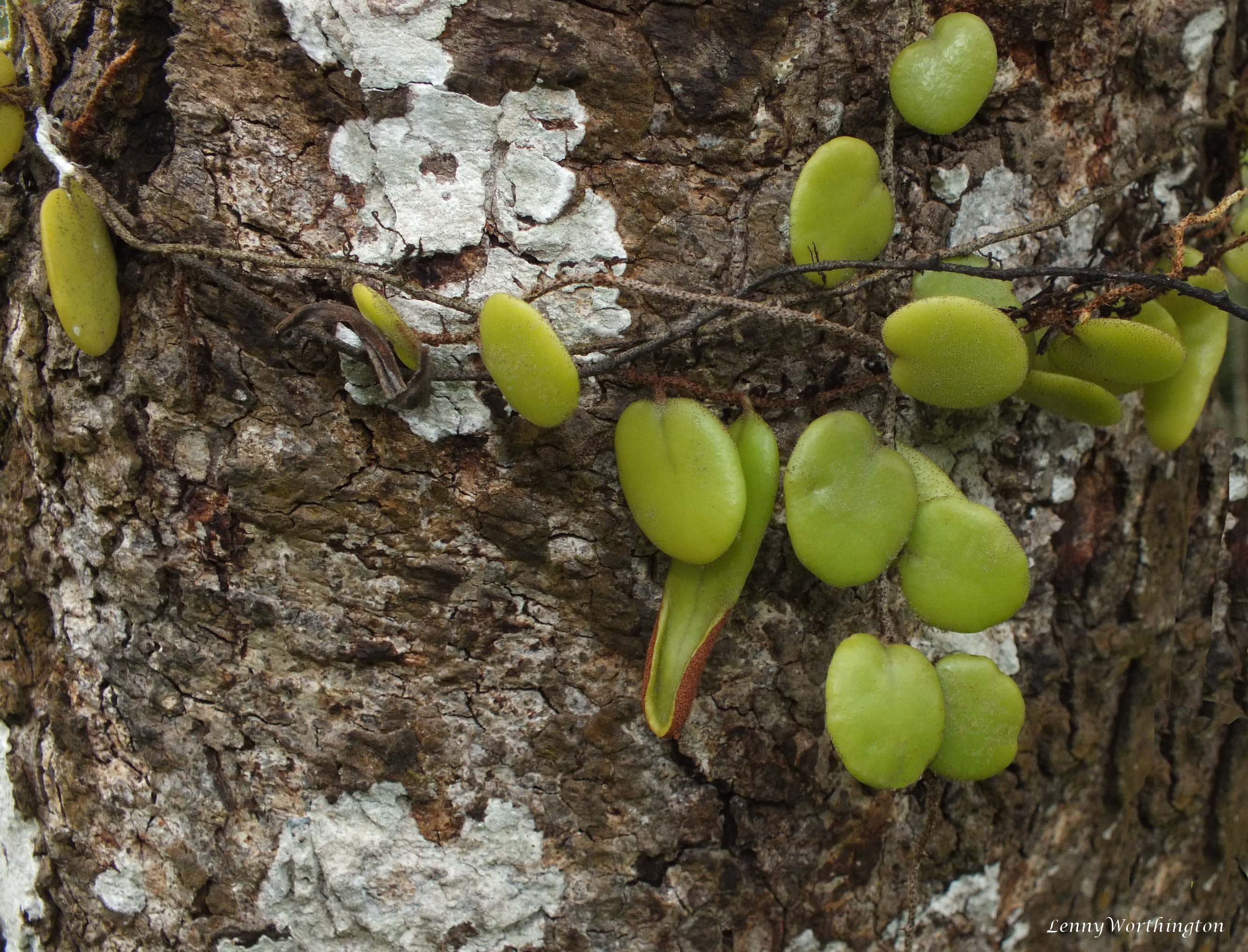
Gros plan.

Pyrrosia piloselloides est un épiphyte. 

## Habitat et répartition
Pyrrosia piloselloides pousse principalement dans le biome tropical humide. Son aire de répartition indigène de cette espèce est le Sud-ouest de l'Inde, de l'Assam, au Japon et à la Papouasie.

## Utilisation
C'est une plante médicinale.

## Systématique
Le nom correct complet (avec auteur) de ce taxon est Pyrrosia piloselloides (L.) M.G.Price (d).
L'espèce a été initialement classée dans le genre Pteris sous le basionyme Pteris piloselloides L..
Pyrrosia piloselloides a pour synonymes :
- Drymoglossum assamense Gand.
- Drymoglossum heterophyllum (L.) Trimen
- Drymoglossum piloselloides var. platycerioides Teruya
- Drymoglossum piloselloides (L.) C.Presl
- Drymoglossum rotundifolium C.Presl
- Elaphoglossum piloselloides (L.) Keyserl.
- Lemmaphyllum piloselloides (L.) Luerss.
- Notholaena piloselloides (L.) Kaulf.
- Oetosis piloselloides (L.) Kuntze
- Pteris piloselloides L.
- Pteropsis piloselloides (L.) Desv.
- Taenitis piloselloides (L.) Mett.
- Taenitis piloselloides (L.) R.Br.